# Valla para mascotas
Una valla para mascotas o frontera sin barreras es un sistema electrónico diseñado para mantener a un perro u otra mascota dentro de un límite predefinido sin hacer uso de una barrera física. La mascota debe llevar un collar electrónico que suministra una descarga eléctrica leve si se ignora su sonido de aviso y se permanece cerca del límite.

## Tecnología
La mascota lleva un collar, que emite un sonido de aviso cuando la mascota se acerca al límite. Si la advertencia es ignorada y la mascota cruza más allá de los límites de la valla, la mascota recibe una leve descarga eléctrica en el cuello. El impulso suministrado a la mascota puede ser aplicado con mayor frecuencia y con mayor fuerza a medida que el animal se acerca al límite. La mascota pronto aprende a evitar la ubicación de la valla invisible, y así se tiene una barrera virtual suficientemente eficaz. Los animales (incluyendo seres humanos) que no lleven el collar no se ven afectados por los límites definidos.
Aunque se denomina "valla", este sistema de límites desprotegidos se define más adecuadamente como "sistema electrónico de contención de mascotas" . En análisis de costos han demostrado ser mucho más baratas y más estéticas que las vallas físicas Sin embargo, una valla electrónica deja de ser eficaz si un animal salta el límite, en un estado de excitación. Las vallas para mascotas también se utilizan a veces para contener ganado en lugares en los que el  vallado agrícola ordinario es ilegal o no es apropiado.

## Variantes
En algunos sistemas vallas para mascota, hay un cable (que puede estar enterrado) que emite una onda de radio que activa el collar receptor cuando está cerca de él. Otras vallas de mascotas son inalámbricos, en lugar de utilizar un cable subterráneo, emiten una señal de radio desde una unidad central, y se activan cuando la mascota viaja más allá del radio de alcance de la unidad emisora (ajustable a distancia determinada).
Hay otros sistemas de valla, en los que el collar utiliza señales GPS para determinar la proximidad a una "valla virtual" prefijada, sin necesidad de ninguna instalación física en absoluto. Este sistema permite una cierta flexibilidad adicional, como la inclusión de "islas" dentro del área de contención, y un cambio más fácil de los límites de la frontera, a pesar de que la ubicación de la frontera no es tan precisa debido a las tolerancias del sistema GPS.

### Valla a un metro
Un  valla a un metro  es un sistema electrónico para evitar que las mascotas de dejar una yarda. Un alambre enterrado alrededor de la zona a ser usada es energizado con señales codificadas. Un collar de choque en el cuello de la mascota recibe estas señales. Cuando la mascota se aproxima a la línea de la valla subterránea, el collar emite un sonido de advertencia y si no retrocede da la mascota una descarga eléctrica inofensiva. Una marca popular reclama más de tres millones de instalaciones.
El primer sistema de vallado subterráneo comercial para contener a las mascotas de casa dentro de un área predeterminada fue patentado por Richard Peck en 1974, fundador de Invisible Fence Company. La "valla a un metro" de Peck fue también el primer sistema de contención sin fronteras utilizado para contener al ganado. En 1987 Peck logró contener cabras domésticas en un área limitada usando RF usando collares destinados a perros domésticos Invisible Fence, Inc. es propiedad de Radio Systems Corporation.

## Desventajas
Las vallas subterráneas no pueden excluir otros animales del límite predeterminado Un perro retenido dentro de una "valla a un metro" todavía puede ser presa de un perro grande o coyote, o incluso de una persona que quiera hostigar o robar animales. Este tipo de barrera no tiene ningún mecanismo de alerta para los seres humanos que pueden pasear inadvertidamente dentro del perímetro, haciéndolos más susceptibles a las mordeduras de perro o a los ataques. Este tipo de valla tampoco está libre de mantenimiento; este sistema sólo puede funcionar si las pilas del collar del animal están funcionando correctamente. Finalmente la "barrera virtual" no es aceptada de la misma manera por cada animal. Algunos perros, una vez escarmentados, cogen miedo a pasear por sus jardines  temerosos a ser sorprendidos por una descarga.
Según el abogado Kenneth Phillips, las vallas electrónicas tienen la desventaja de que los niños (o personas mayores)  siguen siendo capaces de acercarse a los perros  o a los animales que están limitados dentro de una barrera de este tipo, que puede hacer que el  animal confinado parezca más manso de lo que realmente es. Además, una valla electrónica pierde su efectividad si un animal cruza la frontera de un salto, estando en un estado de excitacióm, a partir de ese momento la barrera virtual le impedirá entrar en la zona acotada.